# Adicto (canción de Tainy, Anuel AA y Ozuna)
«Adicto» es una canción del productor puertorriqueño Tainy y los cantantes puertorriqueños Anuel AA y Ozuna, lanzada a través de Neon16 y Interscope Records el 22 de agosto de 2019.  Es la primera canción de Tainy como productor principal, y debutó en el número ochenta y seis en el Billboard Hot 100 de los Estados Unidos.

## Rendimiento comercial
En los Estados Unidos, «Adicto» alcanzó la posición número cinco en la lista de Billboard Hot Latin Songs. Mientras que en la lista Hot 100, debutó en el número ochenta y seis. La pista en España alcanzó la tercera ubicación en la lista de sencillos PROMUSICAE, adicionalmente fue certificada con disco de platino en el país.

## Posicionamiento en listas
| Listas (2019)                      | Mejor posición |
| ---------------------------------- | -------------- |
| Argentina (Argentina Hot 100)      | 12             |
| Colombia (Monitor Latino)          | 5              |
| Colombia (National-Report)         | 10             |
| España (PROMUSICAE)                | 3              |
| Estados Unidos (Billboard Hot 100) | 86             |
| Estados Unidos (Hot Latin Songs)   | 5              |
| Suiza (Schweizer Hitparade)        | 96             |

## Certificaciones
| País (organismo certificador) | Certificación | Unidades certificadas |
| ----------------------------- | ------------- | --------------------- |
| España (PROMUSICAE)           | Platino       | 40 000                |
| Estados Unidos (RIAA)         | Platino       | 1 000 000             |